# Quirquiwisi
Quirquiwisi (auch: Querquewisi, Querque Huasi oder Querque Huisi) ist eine Ortschaft im Departamento Chuquisaca im südamerikanischen Andenstaat Bolivien.

## Lage
Quirquiwisi liegt in der Provinz Nor Cinti und ist der viertgrößte Ort im Cantón San Lucas im Municipio San Lucas. Die Ortschaft liegt auf einer Höhe von 3001 m am linken, nördlichen Ufer des Río Aucatuma, der nach wenigen Kilometern in den Río San Lucas mündet, der flussabwärts den Namen Río Turuchipa trägt und in den Río Pilcomayo mündet. Quirquiwisi gehört zum Subkanton Querquewisi, dessen Einwohnerzahl zwischen den beiden letzten Volkszählungen von 675 auf 803 Einwohner angestiegen ist.

## Geographie
Quirquiwisi liegt an den südwestlichen Ausläufern der bolivianischen Cordillera Central, zwischen dem Altiplano im Westen und dem bolivianischen Tiefland im Osten. Das Klima ist ein kühl-gemäßigtes Höhenklima mit typischem Tageszeitenklima, bei dem die Temperaturunterschiede im Tagesverlauf stärker schwanken als im Jahresverlauf.
Die Jahresdurchschnittstemperatur in dem Municipio liegt bei etwa 15 °C (siehe Klimadiagramm San Lucas), die Monatsdurchschnittswerte schwanken zwischen knapp 12 °C im Juni/Juli und 17 °C von November bis März. Der Jahresniederschlag beträgt 430 mm und weist sieben aride Monate von April bis Oktober mit Monatswerten unter 20 mm auf, nennenswerte Monatsniederschläge fallen nur von Dezember bis Februar mit Werten von je 80 bis 90 mm.

## Verkehrsnetz
Quirquiwisi liegt in einer Entfernung von 203 Straßenkilometern südlich von Sucre, der Hauptstadt des Departamentos.
Durch Sucre führt die 898 Kilometer lange Nationalstraße Ruta 5, die von der Cordillera Oriental quer über den Altiplano zur chilenischen Grenze führt. Von Sucre aus führt die Straße 84 Kilometer in südlicher Richtung über Yotala nach Millares. Von dort führt die Straße in südwestlicher Richtung weiter nach Betanzos und Potosí. Von Millares aus nach 41 Kilometern am Westrand der Pampa de Lekesana zweigt eine unbefestigte Landstraße nach Süden ab, die über die Ortschaften Calapaya und Keluyo nach 77 Kilometern Quirquiwisi und nach weiteren acht Kilometern San Lucas erreicht.

## Bevölkerung
Die Einwohnerzahl der Ortschaft ist in dem Jahrzehnt zwischen den beiden letzten Volkszählungen leicht zurückgegangen:
| Jahr | Einwohner         | Quelle       |
| ---- | ----------------- | ------------ |
| 1992 | keine Detaildaten | Volkszählung |
| 2001 | 408               | Volkszählung |
| 2012 | 378               | Volkszählung |
| 2024 |                   | Volkszählung |

Die Region weist einen hohen Anteil an Quechua-Bevölkerung auf, im Municipio San Lucas sprechen 98,6 Prozent der Bevölkerung Quechua.